# Discours de Dominique de Villepin aux Nations unies
Le discours de Dominique de Villepin aux Nations unies est un discours prononcé par le ministre des Affaires étrangères de la République française, Dominique de Villepin, le 14 février 2003, devant le Conseil de sécurité des Nations unies, au siège des Nations unies à New York. Il y exprime l'opposition de son pays face à une éventuelle intervention militaire alliée contre l'Irak.

## Contexte

### Conflit latent avec l'Irak
En 2002, à la suite des attentats du 11 septembre 2001, les États-Unis accusent l'Irak de détenir des armes de destruction massive. La France cherche dans un premier temps à éviter un conflit diplomatique avec les États-Unis et soutient donc la résolution 1441 du Conseil de sécurité des Nations unies, qui autorise l'ONU à envoyer des inspecteurs en Irak. Cependant, George W. Bush, président des États-Unis, et Tony Blair, premier ministre du Royaume-Uni, affirment sur la scène internationale que l'Irak empêche les inspections et commencent à évoquer une intervention militaire.   
L'année 2003 commence sous le signe d'un éloignement franco-américain au sujet de l'Irak, ainsi que d'un rapprochement diplomatique entre la France, l'Allemagne et la Russie, qui sont opposés à une éventuelle guerre,. Le président français, Jacques Chirac, craint qu'une intervention ne déstabilise la région et qu'« une multitude de mini-Ben Laden soit créée », prophétisant sans le savoir l'émergence de Daech.

### Conflit diplomatique avec les États-Unis

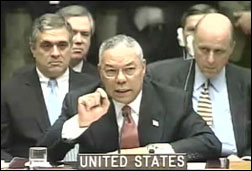
Colin Powell tenant une fiole d'anthrax lors de la session du 5 février 2003 du Conseil de sécurité, prétendant que l'Irak est susceptible de posséder des armes de destruction massive.

Le 5 février, Colin Powell, secrétaire d'État des États-Unis, réussit à remporter l'adhésion du Conseil de sécurité en montrant au Conseil et à la télévision une fiole, prétendue preuve de la possession par l'Irak d'armes biochimiques. Le discours de Dominique de Villepin doit aussi répondre au secrétaire américain de la Défense, Donald Rumsfeld, qui a déclaré en janvier que la France et l'Allemagne relèvent désormais de « la vieille Europe », par opposition à une Europe de l'Est émergente constituant « la nouvelle Europe ».
Le président Jacques Chirac décide d'envoyer son ministre des Affaires étrangères, Dominique de Villepin, pour défendre la position de la France. 

## Discours

### Rédaction
Le discours est préparé en France par le ministre et son équipe, dont notamment Bruno Le Maire. Il est revu et corrigé par le président. Son contenu n'est pas communiqué aux alliés de la France afin de provoquer un effet de surprise. Il est retravaillé jusqu'à la dernière minute. Gérard Araud écrit au sujet de la rédaction du discours que « Des allers-retours sans fin entre le rédacteur et le ministre, des dossiers qui volent, des bouleversements de dernière minute […] ; en un mot, l'enfer, mais un enfer qui pouvait déboucher sur un grand discours ».
Dominique de Villepin s'exprime après Hans Blix (ONU), Mohamed el-Baradei (AIEA), Farouk el-Chareh (Syrie), et avant Soledad Alvear (Chili), Tang Jiaxuan (Chine), Ana Palacio (Espagne), Igor Ivanov (Russie), Jack Straw (Royaume-Uni) et Colin Powell (États-Unis).

### Texte du discours
Le texte in extenso se trouve sur plusieurs sites Internet. Sa conclusion est le passage le plus fréquemment cité :

« Dans ce temple des Nations Unies, nous sommes les gardiens d'un idéal, nous sommes les gardiens d'une conscience. La lourde responsabilité et l'immense honneur qui sont les nôtres doivent nous conduire à donner la priorité au désarmement dans la paix.
Et c'est un vieux pays, la France, d'un vieux continent comme le mien, l'Europe, qui vous le dit aujourd'hui, qui a connu les guerres, l'occupation, la barbarie. Un pays qui n'oublie pas et qui sait tout ce qu'il doit aux combattants de la liberté venus d'Amérique et d'ailleurs. Et qui pourtant n'a cessé de se tenir debout face à l'Histoire et devant les hommes. Fidèle à ses valeurs, il veut agir résolument avec tous les membres de la communauté internationale. Il croit en notre capacité à construire ensemble un monde meilleur. »

### Analyse

#### Refus d'une guerre et préférence pour l'inspection
Dominique de Villepin exprime l'opposition catégorique de la France face à une éventuelle intervention militaire alliée contre l'Irak en l'état actuel de la situation. Il met en avant les résultats positifs des inspections des émissaires de l'ONU.

#### Remise en question des affirmations américaines
Villepin remet également en question l'affirmation de Powell selon laquelle il existerait un lien entre le régime irakien et Al-Qaïda, en se fondant sur les sources de la DGSE.  
Quelques semaines plus tard, la guerre d'Irak est néanmoins déclenchée, emmenée par les États-Unis, sans aval de l'ONU.

## Postérité

### Réactions

#### Accueil positif
Le discours est applaudi par son auditoire, fait rare dans l'enceinte du Conseil de sécurité. Pour certains auteurs, il s'agit du premier applaudissement dans cette enceinte où il est d'ordinaire de coutume de ne pas applaudir.
L'historien Henri Amouroux remarque que l'insistance de Dominique de Villepin sur le fait que « personne ne peut […] affirmer aujourd'hui que le chemin de la guerre sera plus court que celui des inspections » sera vérifié dans les années suivantes, le conflit en Irak s'enlisant.
Dans son ouvrage How the French Think, Sudhir Hazareesingh souligne le caractère d'après lui « très français » de ce discours. Il est construit sur un rythme d'opposition binaire entre conflit et harmonie, intérêt privé et intérêt général, morale politique et politique de puissance ; il utilise des valeurs considérées comme universelles comme base d'une réflexion politique.

#### Tensions franco-américaines
Le discours provoque des tensions entre la France et les alliés des États-Unis. Il accentue la rupture entre la France et le Département d'État des États-Unis, courroucé et inquiet par la revitalisation du camp opposé à la guerre par le discours de Villepin. Il tend considérablement les relations entre Powell et Villepin, qui ne se rétabliront que l'année suivante,. Afin de se venger de l'affront français, les États-Unis s'opposent à la nomination de Français dans les instances internationales et cessent d'inviter le chef d’État-major français à certaines réunions. 
Le discours lance une vague de francophobie aux États-Unis, alimentée par des ouvrages écrits par des conservateurs américains, tel que The French Betrayal of America en 2005. Afin de réduire les tensions entre les deux alliés et faire comprendre aux Américains sa position, Jacques Chirac donnera ensuite une entrevue au Time.

### Un moment marquant de la diplomatie française
Les chercheurs en relations internationales Jeremy Shapiro et Philip Gordon voient dans le discours de Villepin l'influence gaulliste du président Jacques Chirac.

### Dans la culture populaire
Ce discours est considéré comme un moment fort de la politique étrangère de la France et apparaît à ce titre dans la culture populaire française. En 2005, Arnaud Fleurent-Didier le met en musique et le publie en ligne,. La bande dessinée Quai d'Orsay (tome 2, 2011) et le film qui en est adapté (2013) y font aussi référence. Il apparaît également dans des manuels de culture générale.
Dans son roman Les Saisons inversées paru en 2018, le diplomate français Renaud Salins Lyautey en donne une lecture plus critique :

« […] En contraignant un membre permanent du Conseil de sécurité à frapper en dehors de toute légalité internationale, nous [la France] allions créer un périlleux précédent. Il [Pierre Messand, diplomate français fictif du roman] se montrait particulièrement inquiet des leçons qu'en tirerait à l'avenir, par exemple, un autre membre permanent comme la Russie.
[…] Personne n'a pu dissuader un membre permanent du Conseil de sécurité de s'en prendre à un petit pays. L'ONU a démontré sa totale impuissance. C'est un échec absolu du système de sécurité collective mis en place en 1945.
[…] Turpin admit intérieurement qu'il n'avait jamais envisagé l'affaire irakienne sous cet angle. Jusqu'à cet instant, il avait toujours fait sienne l'idée répandue selon laquelle la France avait traité ce dossier avec panache et perspicacité. »